# Classe Almirante Cervera
La classe Almirante Cervera (secondo alcune fonti classe Príncipe Alfonso) fu una classe di incrociatori leggeri entrati in servizio tra il 1927 e il 1930 nella marina militare spagnola; furono costruite tre unità, e tutte presero parte alla guerra civile spagnola: lo Almirante Cervera militò nel campo nazionalista, mentre il Príncipe Alfonso (rinominato Libertad) e il Miguel de Cervantes rimasero fedeli alla Repubblica. Tutte le unità sopravvissero indenni alla guerra, continuando a servire nella marina spagnola fino alla loro radiazione alla fine degli anni sessanta.

## Il progetto
La costruzione di questa classe di incrociatori venne decisa nel 1915, nell'ambito di un vasto piano di costruzioni navali per ripianare le perdite patite dalla marina spagnola nella precedente guerra ispano-americana; la loro costruzione non iniziò tuttavia fino ai primi anni venti, a causa della penuria di materie prime causata dallo scoppio della prima guerra mondiale. Come modello vennero presi gli incrociatori britannici della classe Emerald, loro contemporanei, ma con l'aggiunta di diverse modifiche che ne fecero unità superiori a questi.
L'armamento principale verteva su otto cannoni da 152 mm, due in impianti singoli (uno a prua e uno a poppa) e sei in torri binate (una a prua, una a poppa e una a centro nave); questa disposizione fu poi modificata sul Galicia e sul Miguel de Cervantes nel corso degli anni quaranta, quando le unità furono dotate di quattro torri binate (due a prua e due a poppa) mentre la torre centrale fu eliminata per poter ospitare una catapulta per il lancio di un idrovolante da ricognizione Heinkel He 114. L'armamento antiaereo era basato su quattro cannoni da 101 mm e due da 47 mm, in linea con gli standard della loro epoca ma destinato a diventare troppo ridotto con il passare del tempo, tanto che in seguito fu incrementato; completavano l'armamento quattro impianti tripili di lanciasiluri da 533 mm.
Le otto caldaie a tubi d'acqua della Yarrow Shipbuilders e le quattro turbine a vapore tipo Parsons potevano spingere gli incrociatori a una velocità massima di 33-34 nodi, molto elevata per navi di questo dislocamento. In generale, benché basate su un vecchio progetto e quindi di concezione datata già al momento della loro entrata in servizio (condizione simile a quella di molte altre classi navali spagnole loro contemporanee), si dimostrarono buone navi per gli standard della loro epoca, veloci e bene armate anche se dotate di una corazzatura molto leggera.

## Unità
Tutte le unità furono costruite nei cantieri della Sociedad Española de Construcción Naval, una sussidiaria della Vickers-Armstrongs britannica, di Ferrol.
| Nome                | Impostazione     | Varo            | Entrata in servizio | Destino finale |
| ------------------- | ---------------- | --------------- | ------------------- | --- |
| Príncipe Alfonso    | 24 novembre 1922 | 3 gennaio 1925  | 20 settembre 1927   | rinominato Libertad nel 1931 e poi Galicia nel 1939, radiato per obsolescenza il 2 gennaio 1970 e venduto per la demolizione |
| Almirante Cervera   | 14 aprile 1923   | 16 ottobre 1925 | 15 settembre 1928   | radiato per obsolescenza il 31 agosto 1965, venduto per la demolizione il 29 settembre 1966                                  |
| Miguel de Cervantes | 28 agosto 1926   | 18 maggio 1928  | 14 febbraio 1930    | radiato per obsolescenza il 1º luglio 1964 e venduto per la demolizione                                                      |